# NGC 6000
NGC 6000 (другие обозначения — ESO 450-20, MCG -5-37-3, IRAS15467-2914, PGC 56145) — галактика в созвездии Скорпион.
Этот объект входит в число перечисленных в оригинальной редакции «Нового общего каталога».
В галактике вспыхнула сверхновая SN 2010as типа Ib/c, её пиковая видимая звездная величина составила 15,5.
В галактике вспыхнула сверхновая SN 2007ch типа II, её пиковая видимая звездная величина составила 17,2.